# Wilkowice (województwo kujawsko-pomorskie)
Wilkowice – wieś w Polsce położona w województwie kujawsko-pomorskim, w powiecie włocławskim, w gminie Choceń.
W latach 1975–1998 miejscowość należała administracyjnie do województwa włocławskiego. Według Narodowego Spisu Powszechnego (III 2011 r.) liczyła 559 mieszkańców. Jest trzecią co do wielkości miejscowością gminy Choceń.